# Dane Ingham
Pour les articles homonymes, voir Ingham.
Dane James Ingham, abrégé Dane Ingham, né le 6 août 1999 à Lismore en Australie, est un footballeur international néo-zélandais, possédant également la nationalité australienne. Il évolue au poste d'arrière droit au Sabah FA.

## Carrière

### En club
Lors de son deuxième match de championnat d'Australie, le 18 février 2017 contre Perth Glory, Dane Ingham inscrit son premier but en professionnel.

### En sélection
Malgré une convocation de la fédération australienne pour un camp d'entraînement avec les jeunes Socceroos, Ingham choisit de jouer pour la Nouvelle-Zélande en mars 2017. Il honore sa première sélection à la fin du mois lors d'une rencontre remportée deux à zéro contre les Fidji.

## Statistiques
| Saison                | Club                  | Championnat           | Championnat | Championnat | Coupe(s) nationale(s) | Coupe(s) nationale(s) | Compétition(s) continentale(s) | Compétition(s) continentale(s) | Compétition(s) continentale(s) | Nouvelle-Zélande | Nouvelle-Zélande | Total | Total |
| Saison                | Club                  | Division              | M.          | B.          | M.                    | B.                    | Comp.                          | M.                             | B.                             | M.               | B.               | M.    | B.    |
| 2016-2017             | Brisbane Roar         | A-League              | 3           | 1           | 0                     | 0                     | ACL                            | 4                              | 0                              | 1                | 0                | 8     | 1     |
| Total sur la carrière | Total sur la carrière | Total sur la carrière | 3           | 1           | 0                     | 0                     | -                              | 4                              | 0                              | 1                | 0                | 8     | 1     |

## Vie personnelle
Il est le frère cadet de Jai Ingham, également footballeur professionnel et international néo-zélandais.